# Mark J. Williams
Mark James Williams MBE (ur. 21 marca 1975) – walijski snookerzysta, trzykrotny mistrz świata, zwycięzca 26 turniejów rankingowych oraz dwóch turniejów Masters, były numer 1 światowej listy rankingowej.
Jest jednym z trzech snookerzystów, którzy zdobyli tzw. Potrójną Koronę, czyli zwycięstwa w trzech najbardziej prestiżowych turniejach (UK Championship, Masters i Mistrzostwach Świata), w ciągu jednego sezonu. Ta sztuka udała się Williamsowi w sezonie 2002/2003. Pozostali zawodnicy to Stephen Hendry i Steve Davis. Plasuje się na 9. miejscu pod względem zdobytych setek w profesjonalnych turniejach, w sierpniu 2025 miał ich łącznie 670.

## Kariera zawodowa
Profesjonalny snookerzysta od 1992, jeden z najbardziej utytułowanych zawodników przełomu XX i XXI wieku. Trzykrotnie zdobył mistrzostwo świata (w 2000 pokonał w finale Matthew Stevensa 18:16, w 2003 Kena Doherty’ego 18:16, a w 2018 Johna Higginsa również 18:16; w 1999 przegrał w finale mistrzostw świata ze Stephenem Hendrym), był także liderem rankingu światowego. Na mistrzostwach świata 2005 osiągnął po raz pierwszy w karierze maksymalny break snookerowy (147 punktów). Jest pierwszym w historii leworęcznym snookerzystą, który zdobył mistrzostwo świata.
Pierwszego breaka maksymalnego wbił podczas Mistrzostw Świata w 2005 roku
23 października 2010 w trzecim turnieju Euro Players Tour Championship w Rüsselsheim am Main wbił swojego drugiego oficjalnego breaka maksymalnego. Jest to pierwszy w historii oficjalny break maksymalny wbity kobiecie – jego przeciwnikiem była Niemka Diana Schuler, oraz pierwszy oficjalny break maksymalny w meczu, w którym sędzią był Polak – Tomasz Jaskuła.
Trzeci break maksymalny wbił w ćwierćfinale turnieju English Open 2022 przeciwko Neilowi Robertsonowi.
W lutym 2011 wygrał turniej German Masters, pokonawszy w finale Marka Selby’ego 9-7. 15 kwietnia 2014 przegrał w kwalifikacjach do mistrzostw świata 8:10 z Alanem McManusem, tym samym zakończył passę występów w Crucible Theatre rozpoczętą w 1997 roku (17 występów z rzędu).

## Styl gry
Williams preferuje agresywny, ofensywny styl gry. Przez wielu jest uważany za jednego z najlepszych wbijających w historii dyscypliny, skąd wziął się przydomek Welsh Potting Machine. Charakterystyczną cechą jego gry jest częste niedbałe pozycjonowanie białej bili oraz widowiskowa gra przy czyszczeniu stołu po zapewnieniu zwycięstwa w partii. Chętnie wówczas się popisuje bardzo trudnymi wbiciami oraz niekonwencjonalnym prowadzeniem białej bili. Inna wyjątkowa cecha Walijczyka to umiejętność zagrywania białej bili kijem prowadzonym pod tułowiem, co wykorzystuje w przypadku niezbyt dogodnej pozycji lub konieczności użycia przyrządu. Jest także znany ze względu na wyjątkową ekspresję w czasie meczów. Zdarza mu się zażartować bądź wyładować gniew poprzez różne gesty, z reguły odbierane jako żartobliwe. Wśród takich zachowań są m.in. uderzenie w stół w czasie ustawiania bili przez sędziego, by go wystraszyć, zamachnięcie się kijem nad stołem po nieudanym zagraniu, żartowanie z innymi zawodnikami w czasie przerw czy prześmiewcze komentowanie gry swojej i rywala w czasie przerwy za pośrednictwem Twittera.

## Zestawienie osiągnięć

### Pozycja w rankingu światowym
Williams 4 razy zajmował pierwsze miejsce w rankingu.
| Sezon   | Miejsce | Sezon   | Miejsce | Sezon   | Miejsce | Sezon   | Miejsce | Sezon   | Miejsce | Sezon   | Miejsce |
| ------- | ------- | ------- | ------- | ------- | ------- | ------- | ------- | ------- | ------- | ------- | ------- |
| 1993/94 | 119     | 1999/00 | 3       | 2005/06 | 9       | 2011/12 | 1       | 2017/18 | 15      | 2023/24 | 10      |
| 1994/95 | 58      | 2000/01 | 1       | 2006/07 | 8       | 2012/13 | 3       | 2018/19 | 3       | 2024/25 | 9       |
| 1995/96 | 39      | 2001/02 | 1       | 2007/08 | 12      | 2013/14 | 15      | 2019/20 | 3       | 2025/26 | 3       |
| 1996/97 | 16      | 2002/03 | 2       | 2008/09 | 22      | 2014/15 | 18      | 2020/21 | 10      |         |         |
| 1997/98 | 4       | 2003/04 | 1       | 2009/10 | 15      | 2015/16 | 14      | 2021/22 | 11      |         |         |
| 1998/99 | 5       | 2004/05 | 2       | 2010/11 | 8       | 2016/17 | 13      | 2022/23 | 7       |         |         |

## Występy w turniejach w karierze

### Turnieje rankingowe
| Turniej                      | 1992 /93      | 1993 /94      | 1994 /95      | 1995 /96      | 1996 /97      | 1997 /98      | 1998 /99      | 1999 /00      | 2000 /01      | 2001 /02      | 2002 /03      | 2003 /04      | 2003 /04      | 2004 /05      | 2005 /06      | 2006 /07      | 2007 /08      | 2008 /09      | 2009 /10      | 2010 /11      | 2011 /12      | 2012 /13      | 2013 /14      | 2014 /15      | 2015 /16      | 2016 /17      | 2017 /18      | 2018 /19      | 2019 /20      | 2020 /21      | 2021 /22      | 2022 /23      | 2023 /24      | 2024 /25 | 2025 /26 |
| ---------------------------- | ------------- | ------------- | ------------- | ------------- | ------------- | ------------- | ------------- | ------------- | ------------- | ------------- | ------------- | ------------- | ------------- | ------------- | ------------- | ------------- | ------------- | ------------- | ------------- | ------------- | ------------- | ------------- | ------------- | ------------- | ------------- | ------------- | ------------- | ------------- | ------------- | ------------- | ------------- | ------------- | ------------- | -------- | -------- |
| Ranking                      | [ ii ]        | 119           | 58            | 39            | 16            | 4             | 5             | 3             | 1             | 1             | 2             | 1             | 1             | 2             | 9             | 8             | 12            | 22            | 15            | 8             | 1             | 3             | 15            | 18            | 14            | 13            | 16            | 3             | 3             | 10            | 11            | 7             | 10            | 9        | 3        |
| Championship League          | nie rozegrano | nie rozegrano | nie rozegrano | nie rozegrano | nie rozegrano | nie rozegrano | nie rozegrano | nie rozegrano | nie rozegrano | nie rozegrano | nie rozegrano | nie rozegrano | nie rozegrano | nie rozegrano | nie rozegrano | nie rozegrano | nierankingowy | nierankingowy | nierankingowy | nierankingowy | nierankingowy | nierankingowy | nierankingowy | nierankingowy | nierankingowy | nierankingowy | nierankingowy | nierankingowy | nierankingowy | WD            | RR            | 2R            | F             | 3R       | A        |
| Saudi Arabia Snooker Masters | nie rozegrano | nie rozegrano | nie rozegrano | nie rozegrano | nie rozegrano | nie rozegrano | nie rozegrano | nie rozegrano | nie rozegrano | nie rozegrano | nie rozegrano | nie rozegrano | nie rozegrano | nie rozegrano | nie rozegrano | nie rozegrano | nie rozegrano | nie rozegrano | nie rozegrano | nie rozegrano | nie rozegrano | nie rozegrano | nie rozegrano | nie rozegrano | nie rozegrano | nie rozegrano | nie rozegrano | nie rozegrano | nie rozegrano | nie rozegrano | nie rozegrano | nie rozegrano | nie rozegrano | F        | QF       |
| Wuhan Open                   | nie rozegrano | nie rozegrano | nie rozegrano | nie rozegrano | nie rozegrano | nie rozegrano | nie rozegrano | nie rozegrano | nie rozegrano | nie rozegrano | nie rozegrano | nie rozegrano | nie rozegrano | nie rozegrano | nie rozegrano | nie rozegrano | nie rozegrano | nie rozegrano | nie rozegrano | nie rozegrano | nie rozegrano | nie rozegrano | nie rozegrano | nie rozegrano | nie rozegrano | nie rozegrano | nie rozegrano | nie rozegrano | nie rozegrano | nie rozegrano | nie rozegrano | nie rozegrano | WD            | WD       |          |
| English Open                 | nie rozegrano | nie rozegrano | nie rozegrano | nie rozegrano | nie rozegrano | nie rozegrano | nie rozegrano | nie rozegrano | nie rozegrano | nie rozegrano | nie rozegrano | nie rozegrano | nie rozegrano | nie rozegrano | nie rozegrano | nie rozegrano | nie rozegrano | nie rozegrano | nie rozegrano | nie rozegrano | nie rozegrano | nie rozegrano | nie rozegrano | nie rozegrano | nie rozegrano | 4R            | 3R            | 3R            | 2R            | WD            | WD            | QF            | 3R            | 1R       |          |
| British Open                 | 1R            | 1R            | 1R            | QF            | W             | SF            | 3R            | 3R            | 3R            | 3R            | SF            | QF            | QF            | 3R            | nie rozegrano | nie rozegrano | nie rozegrano | nie rozegrano | nie rozegrano | nie rozegrano | nie rozegrano | nie rozegrano | nie rozegrano | nie rozegrano | nie rozegrano | nie rozegrano | nie rozegrano | nie rozegrano | nie rozegrano | nie rozegrano | W             | 1R            | W             | LQ       |          |
| Xi'an Grand Prix             | nie rozegrano | nie rozegrano | nie rozegrano | nie rozegrano | nie rozegrano | nie rozegrano | nie rozegrano | nie rozegrano | nie rozegrano | nie rozegrano | nie rozegrano | nie rozegrano | nie rozegrano | nie rozegrano | nie rozegrano | nie rozegrano | nie rozegrano | nie rozegrano | nie rozegrano | nie rozegrano | nie rozegrano | nie rozegrano | nie rozegrano | nie rozegrano | nie rozegrano | nie rozegrano | nie rozegrano | nie rozegrano | nie rozegrano | nie rozegrano | nie rozegrano | nie rozegrano | nie rozegrano | 3R       |          |
| Northern Ireland Open        | nie rozegrano | nie rozegrano | nie rozegrano | nie rozegrano | nie rozegrano | nie rozegrano | nie rozegrano | nie rozegrano | nie rozegrano | nie rozegrano | nie rozegrano | nie rozegrano | nie rozegrano | nie rozegrano | nie rozegrano | nie rozegrano | nie rozegrano | nie rozegrano | nie rozegrano | nie rozegrano | nie rozegrano | nie rozegrano | nie rozegrano | nie rozegrano | nie rozegrano | QF            | W             | 2R            | A             | 2R            | 3R            | QF            | 1R            | QF       |          |
| International Championship   | nie rozegrano | nie rozegrano | nie rozegrano | nie rozegrano | nie rozegrano | nie rozegrano | nie rozegrano | nie rozegrano | nie rozegrano | nie rozegrano | nie rozegrano | nie rozegrano | nie rozegrano | nie rozegrano | nie rozegrano | nie rozegrano | nie rozegrano | nie rozegrano | nie rozegrano | nie rozegrano | nie rozegrano | 1R            | 2R            | SF            | 2R            | 1R            | 3R            | 1R            | 1R            | nie rozegrano | nie rozegrano | nie rozegrano | 1R            | 3R       |          |
| UK Championship              | 1R            | LQ            | 3R            | QF            | QF            | 3R            | 3R            | W             | F             | SF            | W             | 2R            | 2R            | 2R            | 3R            | 3R            | QF            | QF            | 2R            | F             | 2R            | 1R            | 3R            | 3R            | 2R            | QF            | 3R            | 4R            | 2R            | 3R            | 2R            | 1R            | QF            | 1R       |          |
| Shoot Out                    | nie rozegrano | nie rozegrano | nie rozegrano | nie rozegrano | nie rozegrano | nie rozegrano | nie rozegrano | nie rozegrano | nie rozegrano | nie rozegrano | nie rozegrano | nie rozegrano | nie rozegrano | nie rozegrano | nie rozegrano | nie rozegrano | nie rozegrano | nie rozegrano | nie rozegrano | nierankingowy | nierankingowy | nierankingowy | nierankingowy | nierankingowy | nierankingowy | 2R            | 4R            | A             | 2R            | SF            | F             | 3R            | 2R            | A        |          |
| Scottish Open                | 1R            | LQ            | 2R            | 2R            | 3R            | 1R            | QF            | F             | 3R            | 3R            | 3R            | QF            | QF            | nie rozegrano | nie rozegrano | nie rozegrano | nie rozegrano | nie rozegrano | nie rozegrano | nie rozegrano | nie rozegrano | MR            | nie rozegrano | nie rozegrano | nie rozegrano | 4R            | WD            | A             | A             | 4R            | WD            | 3R            | LQ            | WD       |          |
| German Masters               | nie rozegrano | nie rozegrano | nie rozegrano | 1R            | QF            | 1R            | NR            | nie rozegrano | nie rozegrano | nie rozegrano | nie rozegrano | nie rozegrano | nie rozegrano | nie rozegrano | nie rozegrano | nie rozegrano | nie rozegrano | nie rozegrano | nie rozegrano | W             | QF            | 1R            | 2R            | 1R            | 1R            | 1R            | W             | QF            | 2R            | LQ            | 1R            | LQ            | 1R            | 1R       |          |
| World Grand Prix             | nie rozegrano | nie rozegrano | nie rozegrano | nie rozegrano | nie rozegrano | nie rozegrano | nie rozegrano | nie rozegrano | nie rozegrano | nie rozegrano | nie rozegrano | nie rozegrano | nie rozegrano | nie rozegrano | nie rozegrano | nie rozegrano | nie rozegrano | nie rozegrano | nie rozegrano | nie rozegrano | nie rozegrano | nie rozegrano | nie rozegrano | NR            | 1R            | 1R            | 1R            | 1R            | 2R            | DNQ           | 1R            | QF            | QF            | 1R       |          |
| Players Championship         | nie rozegrano | nie rozegrano | nie rozegrano | nie rozegrano | nie rozegrano | nie rozegrano | nie rozegrano | nie rozegrano | nie rozegrano | nie rozegrano | nie rozegrano | nie rozegrano | nie rozegrano | nie rozegrano | nie rozegrano | nie rozegrano | nie rozegrano | nie rozegrano | nie rozegrano | QF            | DNQ           | 1R            | 2R            | F             | 1R            | DNQ           | SF            | QF            | 1R            | 1R            | QF            | DNQ           | 1R            | QF       |          |
| Welsh Open                   | LQ            | LQ            | 3R            | W             | SF            | 1R            | W             | 3R            | SF            | 2R            | F             | 3R            | 3R            | 2R            | QF            | 2R            | 3R            | LQ            | QF            | QF            | 2R            | 1R            | 4R            | SF            | 4R            | 1R            | 3R            | 2R            | 3R            | SF            | 1R            | 1R            | 2R            | 2R       |          |
| World Open                   | LQ            | 2R            | 1R            | 1R            | W             | 2R            | 2R            | F             | W             | QF            | 3R            | W             | W             | 1R            | 1R            | WD            | RR            | LQ            | SF            | SF            | 1R            | 1R            | 2R            | nie rozegrano | nie rozegrano | 3R            | QF            | W             | A             | nie rozegrano | nie rozegrano | nie rozegrano | WD            | LQ       |          |
| Tour Championship            | nie rozegrano | nie rozegrano | nie rozegrano | nie rozegrano | nie rozegrano | nie rozegrano | nie rozegrano | nie rozegrano | nie rozegrano | nie rozegrano | nie rozegrano | nie rozegrano | nie rozegrano | nie rozegrano | nie rozegrano | nie rozegrano | nie rozegrano | nie rozegrano | nie rozegrano | nie rozegrano | nie rozegrano | nie rozegrano | nie rozegrano | nie rozegrano | nie rozegrano | nie rozegrano | nie rozegrano | QF            | DNQ           | DNQ           | QF            | DNQ           | W             | 1R       |          |
| World Championship           | LQ            | LQ            | LQ            | LQ            | 2R            | SF            | F             | W             | 2R            | 2R            | W             | 2R            | 2R            | 2R            | QF            | 1R            | 2R            | 1R            | 2R            | SF            | 2R            | 1R            | LQ            | 1R            | QF            | LQ            | W             | 2R            | QF            | QF            | SF            | 2R            | 1R            | F        |          |

### Turnieje nierankingowe
| Turniej                    | 1992 /93      | 1993 /94      | 1994 /95      | 1995 /96      | 1996 /97      | 1997 /98      | 1998 /99      | 1999 /00      | 2000 /01      | 2001 /02      | 2002 /03      | 2003 /04      | 2003 /04      | 2004 /05      | 2005 /06      | 2006 /07      | 2007 /08      | 2008 /09      | 2009 /10      | 2010 /11      | 2011 /12      | 2012 /13      | 2013 /14      | 2014 /15      | 2015 /16      | 2016 /17      | 2017 /18      | 2018 /19      | 2019 /20      | 2020 /21      | 2021 /22      | 2022 /23      | 2023 /24 | 2024 /25 | 2025 /26 |
| -------------------------- | ------------- | ------------- | ------------- | ------------- | ------------- | ------------- | ------------- | ------------- | ------------- | ------------- | ------------- | ------------- | ------------- | ------------- | ------------- | ------------- | ------------- | ------------- | ------------- | ------------- | ------------- | ------------- | ------------- | ------------- | ------------- | ------------- | ------------- | ------------- | ------------- | ------------- | ------------- | ------------- | -------- | -------- | -------- |
| Shanghai Masters           | nie rozegrano | nie rozegrano | nie rozegrano | nie rozegrano | nie rozegrano | nie rozegrano | nie rozegrano | nie rozegrano | nie rozegrano | nie rozegrano | nie rozegrano | nie rozegrano | nie rozegrano | nie rozegrano | nie rozegrano | nie rozegrano | rankingowy    | rankingowy    | rankingowy    | rankingowy    | rankingowy    | rankingowy    | rankingowy    | rankingowy    | rankingowy    | rankingowy    | rankingowy    | QF            | 2R            | nie rozegrano | nie rozegrano | nie rozegrano | 2R       | 2R       | 2R       |
| Champion of Champions      | nie rozegrano | nie rozegrano | nie rozegrano | nie rozegrano | nie rozegrano | nie rozegrano | nie rozegrano | nie rozegrano | nie rozegrano | nie rozegrano | nie rozegrano | nie rozegrano | nie rozegrano | nie rozegrano | nie rozegrano | nie rozegrano | nie rozegrano | nie rozegrano | nie rozegrano | nie rozegrano | nie rozegrano | nie rozegrano | A             | A             | A             | A             | A             | 1R            | A             | A             | 1R            | A             | 1R       | W        |          |
| The Masters                | LQ            | LQ            | 1R            | LQ            | QF            | W             | QF            | QF            | 1R            | F             | W             | QF            | QF            | QF            | QF            | 1R            | 1R            | LQ            | SF            | 1R            | QF            | QF            | A             | A             | 1R            | 1R            | QF            | 1R            | 1R            | 1R            | SF            | F             | 1R       | 1R       |          |
| World Masters of Snooker   | nie rozegrano | nie rozegrano | nie rozegrano | nie rozegrano | nie rozegrano | nie rozegrano | nie rozegrano | nie rozegrano | nie rozegrano | nie rozegrano | nie rozegrano | nie rozegrano | nie rozegrano | nie rozegrano | nie rozegrano | nie rozegrano | nie rozegrano | nie rozegrano | nie rozegrano | nie rozegrano | nie rozegrano | nie rozegrano | nie rozegrano | nie rozegrano | nie rozegrano | nie rozegrano | nie rozegrano | nie rozegrano | nie rozegrano | nie rozegrano | nie rozegrano | nie rozegrano | 2R       | SF       |          |
| Championship League        | nie rozegrano | nie rozegrano | nie rozegrano | nie rozegrano | nie rozegrano | nie rozegrano | nie rozegrano | nie rozegrano | nie rozegrano | nie rozegrano | nie rozegrano | nie rozegrano | nie rozegrano | nie rozegrano | nie rozegrano | nie rozegrano | RR            | RR            | RR            | SF            | RR            | RR            | RR            | RR            | SF            | RR            | 2R            | A             | RR            | F             | WD            | WD            | A        | A        |          |
| World Seniors Championship | nie rozegrano | nie rozegrano | nie rozegrano | nie rozegrano | nie rozegrano | nie rozegrano | nie rozegrano | nie rozegrano | nie rozegrano | nie rozegrano | nie rozegrano | nie rozegrano | nie rozegrano | nie rozegrano | nie rozegrano | nie rozegrano | nie rozegrano | nie rozegrano | nie rozegrano | A             | A             | A             | A             | W             | 1R            | A             | A             | NH            | A             | A             | A             | A             | A        | A        |          |

### Byłe turnieje rankingowe
| Asian Classic              | LQ            | LQ            | LQ            | LQ            | 2R            | nie rozegrano | nie rozegrano | nie rozegrano | nie rozegrano | nie rozegrano | nie rozegrano | nie rozegrano | nie rozegrano | nie rozegrano | nie rozegrano | nie rozegrano | nie rozegrano | nie rozegrano | nie rozegrano | nie rozegrano | nie rozegrano | nie rozegrano | nie rozegrano | nie rozegrano | nie rozegrano | nie rozegrano | nie rozegrano | nie rozegrano | nie rozegrano | nie rozegrano | nie rozegrano | nie rozegrano | nie rozegrano | nie rozegrano | nie rozegrano | nie rozegrano | nie rozegrano | nie rozegrano | nie rozegrano | nie rozegrano | nie rozegrano | nie rozegrano | nie rozegrano | nie rozegrano | nie rozegrano |               |               |               |               |               |               |               |               |               |               |               |               |               |               |               |               |               |               |               |               |               |               |               |               |               |
| Malta Grand Prix           | nie rozegrano | nie rozegrano | nierankingowy | nierankingowy | nierankingowy | nierankingowy | nierankingowy | F             | NR            | nie rozegrano | nie rozegrano | nie rozegrano | nie rozegrano | nie rozegrano | nie rozegrano | nie rozegrano | nie rozegrano | nie rozegrano | nie rozegrano | nie rozegrano | nie rozegrano | nie rozegrano | nie rozegrano | nie rozegrano | nie rozegrano | nie rozegrano | nie rozegrano | nie rozegrano | nie rozegrano | nie rozegrano | nie rozegrano | nie rozegrano | nie rozegrano | nie rozegrano | nie rozegrano | nie rozegrano | nie rozegrano | nie rozegrano | nie rozegrano | nie rozegrano | nie rozegrano | nie rozegrano | nie rozegrano | nie rozegrano | nie rozegrano | nie rozegrano | nie rozegrano | nie rozegrano | nie rozegrano |               |               |               |               |               |               |               |               |               |               |               |               |               |               |               |               |               |               |               |               |               |
| Thailand Masters           | LQ            | LQ            | 1R            | LQ            | 2R            | QF            | W             | W             | 2R            | W             | NR            | nie rozegrano | nie rozegrano | nie rozegrano | nie rozegrano | NR            | nie rozegrano | nie rozegrano | nie rozegrano | nie rozegrano | nie rozegrano | nie rozegrano | nie rozegrano | nie rozegrano | nie rozegrano | nie rozegrano | nie rozegrano | nie rozegrano | nie rozegrano | nie rozegrano | nie rozegrano | nie rozegrano | nie rozegrano | nie rozegrano | nie rozegrano | nie rozegrano | nie rozegrano | nie rozegrano | nie rozegrano | nie rozegrano | nie rozegrano | nie rozegrano | nie rozegrano | nie rozegrano | nie rozegrano | nie rozegrano | nie rozegrano | nie rozegrano | nie rozegrano | nie rozegrano | nie rozegrano | nie rozegrano | nie rozegrano | nie rozegrano | nie rozegrano | nie rozegrano |               |               |               |               |               |               |               |               |               |               |               |               |               |               |
| Irish Masters              | nierankingowy | nierankingowy | nierankingowy | nierankingowy | nierankingowy | nierankingowy | nierankingowy | nierankingowy | nierankingowy | nierankingowy | QF            | 2R            | 2R            | SF            | NH            | NR            | nie rozegrano | nie rozegrano | nie rozegrano | nie rozegrano | nie rozegrano | nie rozegrano | nie rozegrano | nie rozegrano | nie rozegrano | nie rozegrano | nie rozegrano | nie rozegrano | nie rozegrano | nie rozegrano | nie rozegrano | nie rozegrano | nie rozegrano | nie rozegrano | nie rozegrano | nie rozegrano | nie rozegrano | nie rozegrano | nie rozegrano | nie rozegrano | nie rozegrano | nie rozegrano | nie rozegrano | nie rozegrano | nie rozegrano | nie rozegrano | nie rozegrano | nie rozegrano | nie rozegrano | nie rozegrano | nie rozegrano | nie rozegrano | nie rozegrano | nie rozegrano | nie rozegrano | nie rozegrano |               |               |               |               |               |               |               |               |               |               |               |               |               |               |
| Northern Ireland Trophy    | nie rozegrano | nie rozegrano | nie rozegrano | nie rozegrano | nie rozegrano | nie rozegrano | nie rozegrano | nie rozegrano | nie rozegrano | nie rozegrano | nie rozegrano | nie rozegrano | nie rozegrano | nie rozegrano | NR            | 3R            | 2R            | 3R            | nie rozegrano | nie rozegrano | nie rozegrano | nie rozegrano | nie rozegrano | nie rozegrano | nie rozegrano | nie rozegrano | nie rozegrano | nie rozegrano | nie rozegrano | nie rozegrano | nie rozegrano | nie rozegrano | nie rozegrano | nie rozegrano | nie rozegrano | nie rozegrano | nie rozegrano | nie rozegrano | nie rozegrano | nie rozegrano | nie rozegrano | nie rozegrano | nie rozegrano | nie rozegrano | nie rozegrano | nie rozegrano | nie rozegrano | nie rozegrano | nie rozegrano | nie rozegrano | nie rozegrano | nie rozegrano | nie rozegrano | nie rozegrano | nie rozegrano | nie rozegrano | nie rozegrano | nie rozegrano |               |               |               |               |               |               |               |               |               |               |               |               |
| Bahrain Championship       | nie rozegrano | nie rozegrano | nie rozegrano | nie rozegrano | nie rozegrano | nie rozegrano | nie rozegrano | nie rozegrano | nie rozegrano | nie rozegrano | nie rozegrano | nie rozegrano | nie rozegrano | nie rozegrano | nie rozegrano | nie rozegrano | nie rozegrano | LQ            | nie rozegrano | nie rozegrano | nie rozegrano | nie rozegrano | nie rozegrano | nie rozegrano | nie rozegrano | nie rozegrano | nie rozegrano | nie rozegrano | nie rozegrano | nie rozegrano | nie rozegrano | nie rozegrano | nie rozegrano | nie rozegrano | nie rozegrano | nie rozegrano | nie rozegrano | nie rozegrano | nie rozegrano | nie rozegrano | nie rozegrano | nie rozegrano | nie rozegrano | nie rozegrano | nie rozegrano | nie rozegrano | nie rozegrano | nie rozegrano | nie rozegrano | nie rozegrano | nie rozegrano | nie rozegrano | nie rozegrano | nie rozegrano | nie rozegrano | nie rozegrano | nie rozegrano | nie rozegrano |               |               |               |               |               |               |               |               |               |               |               |               |
| Wuxi Classic               | nie rozegrano | nie rozegrano | nie rozegrano | nie rozegrano | nie rozegrano | nie rozegrano | nie rozegrano | nie rozegrano | nie rozegrano | nie rozegrano | nie rozegrano | nie rozegrano | nie rozegrano | nie rozegrano | nie rozegrano | nie rozegrano | nie rozegrano | nierankingowy | nierankingowy | nierankingowy | nierankingowy | QF            | 3R            | 2R            | nie rozegrano | nie rozegrano | nie rozegrano | nie rozegrano | nie rozegrano | nie rozegrano | nie rozegrano | nie rozegrano | nie rozegrano | nie rozegrano | nie rozegrano | nie rozegrano | nie rozegrano | nie rozegrano | nie rozegrano | nie rozegrano | nie rozegrano | nie rozegrano | nie rozegrano | nie rozegrano | nie rozegrano | nie rozegrano | nie rozegrano | nie rozegrano | nie rozegrano | nie rozegrano | nie rozegrano | nie rozegrano | nie rozegrano | nie rozegrano | nie rozegrano | nie rozegrano | nie rozegrano | nie rozegrano | nie rozegrano | nie rozegrano | nie rozegrano | nie rozegrano | nie rozegrano | nie rozegrano |               |               |               |               |               |               |
| Australian Goldfields Open | nie rozegrano | nie rozegrano | nierankingowy | nierankingowy | nie rozegrano | nie rozegrano | nie rozegrano | nie rozegrano | nie rozegrano | nie rozegrano | nie rozegrano | nie rozegrano | nie rozegrano | nie rozegrano | nie rozegrano | nie rozegrano | nie rozegrano | nie rozegrano | nie rozegrano | nie rozegrano | F             | A             | A             | A             | A             | nie rozegrano | nie rozegrano | nie rozegrano | nie rozegrano | nie rozegrano | nie rozegrano | nie rozegrano | nie rozegrano | nie rozegrano | nie rozegrano | nie rozegrano | nie rozegrano | nie rozegrano | nie rozegrano | nie rozegrano | nie rozegrano | nie rozegrano | nie rozegrano | nie rozegrano | nie rozegrano | nie rozegrano | nie rozegrano | nie rozegrano | nie rozegrano | nie rozegrano | nie rozegrano | nie rozegrano | nie rozegrano | nie rozegrano | nie rozegrano | nie rozegrano | nie rozegrano | nie rozegrano | nie rozegrano | nie rozegrano | nie rozegrano | nie rozegrano | nie rozegrano | nie rozegrano | nie rozegrano |               |               |               |               |               |
| Shanghai Masters           | nie rozegrano | nie rozegrano | nie rozegrano | nie rozegrano | nie rozegrano | nie rozegrano | nie rozegrano | nie rozegrano | nie rozegrano | nie rozegrano | nie rozegrano | nie rozegrano | nie rozegrano | nie rozegrano | nie rozegrano | nie rozegrano | 1R            | QF            | 2R            | 2R            | F             | SF            | LQ            | 2R            | QF            | 1R            | QF            | nierankingowy | nierankingowy | nie rozegrano | nie rozegrano | nie rozegrano | nierankingowy | nierankingowy | nierankingowy |               |               |               |               |               |               |               |               |               |               |               |               |               |               |               |               |               |               |               |               |               |               |               |               |               |               |               |               |               |               |               |               |               |               |               |
| Indian Open                | nie rozegrano | nie rozegrano | nie rozegrano | nie rozegrano | nie rozegrano | nie rozegrano | nie rozegrano | nie rozegrano | nie rozegrano | nie rozegrano | nie rozegrano | nie rozegrano | nie rozegrano | nie rozegrano | nie rozegrano | nie rozegrano | nie rozegrano | nie rozegrano | nie rozegrano | nie rozegrano | nie rozegrano | nie rozegrano | 3R            | SF            | NH            | 2R            | A             | A             | nie rozegrano | nie rozegrano | nie rozegrano | nie rozegrano | nie rozegrano | nie rozegrano | nie rozegrano | nie rozegrano | nie rozegrano | nie rozegrano | nie rozegrano | nie rozegrano | nie rozegrano | nie rozegrano | nie rozegrano | nie rozegrano | nie rozegrano | nie rozegrano | nie rozegrano | nie rozegrano | nie rozegrano | nie rozegrano | nie rozegrano | nie rozegrano | nie rozegrano | nie rozegrano | nie rozegrano | nie rozegrano | nie rozegrano | nie rozegrano | nie rozegrano | nie rozegrano | nie rozegrano | nie rozegrano | nie rozegrano | nie rozegrano | nie rozegrano | nie rozegrano | nie rozegrano | nie rozegrano |               |               |
| China Open                 | nie rozegrano | nie rozegrano | nie rozegrano | nie rozegrano | nie rozegrano | NR            | 2R            | QF            | F             | W             | nie rozegrano | nie rozegrano | nie rozegrano | QF            | W             | 1R            | QF            | 1R            | W             | 1R            | 2R            | QF            | 2R            | 3R            | LQ            | F             | QF            | 1R            | nie rozegrano | nie rozegrano | nie rozegrano | nie rozegrano | nie rozegrano | nie rozegrano | nie rozegrano | nie rozegrano | nie rozegrano | nie rozegrano | nie rozegrano | nie rozegrano | nie rozegrano | nie rozegrano | nie rozegrano | nie rozegrano | nie rozegrano | nie rozegrano | nie rozegrano | nie rozegrano | nie rozegrano | nie rozegrano | nie rozegrano | nie rozegrano | nie rozegrano | nie rozegrano | nie rozegrano | nie rozegrano | nie rozegrano | nie rozegrano | nie rozegrano | nie rozegrano | nie rozegrano | nie rozegrano | nie rozegrano | nie rozegrano | nie rozegrano | nie rozegrano | nie rozegrano | nie rozegrano |               |               |
| Riga Masters               | nie rozegrano | nie rozegrano | nie rozegrano | nie rozegrano | nie rozegrano | nie rozegrano | nie rozegrano | nie rozegrano | nie rozegrano | nie rozegrano | nie rozegrano | nie rozegrano | nie rozegrano | nie rozegrano | nie rozegrano | nie rozegrano | nie rozegrano | nie rozegrano | nie rozegrano | nie rozegrano | nie rozegrano | nie rozegrano | nie rozegrano | Minor-Rank    | Minor-Rank    | SF            | SF            | 2R            | 2R            | nie rozegrano | nie rozegrano | nie rozegrano | nie rozegrano | nie rozegrano | nie rozegrano | nie rozegrano | nie rozegrano | nie rozegrano | nie rozegrano | nie rozegrano | nie rozegrano | nie rozegrano | nie rozegrano | nie rozegrano | nie rozegrano | nie rozegrano | nie rozegrano | nie rozegrano | nie rozegrano | nie rozegrano | nie rozegrano | nie rozegrano | nie rozegrano | nie rozegrano | nie rozegrano | nie rozegrano | nie rozegrano | nie rozegrano | nie rozegrano | nie rozegrano | nie rozegrano | nie rozegrano | nie rozegrano | nie rozegrano | nie rozegrano | nie rozegrano | nie rozegrano | nie rozegrano | nie rozegrano |               |
| China Championship         | nie rozegrano | nie rozegrano | nie rozegrano | nie rozegrano | nie rozegrano | nie rozegrano | nie rozegrano | nie rozegrano | nie rozegrano | nie rozegrano | nie rozegrano | nie rozegrano | nie rozegrano | nie rozegrano | nie rozegrano | nie rozegrano | nie rozegrano | nie rozegrano | nie rozegrano | nie rozegrano | nie rozegrano | nie rozegrano | nie rozegrano | nie rozegrano | nie rozegrano | NR            | QF            | 3R            | F             | nie rozegrano | nie rozegrano | nie rozegrano | nie rozegrano | nie rozegrano | nie rozegrano | nie rozegrano | nie rozegrano | nie rozegrano | nie rozegrano | nie rozegrano | nie rozegrano | nie rozegrano | nie rozegrano | nie rozegrano | nie rozegrano | nie rozegrano | nie rozegrano | nie rozegrano | nie rozegrano | nie rozegrano | nie rozegrano | nie rozegrano | nie rozegrano | nie rozegrano | nie rozegrano | nie rozegrano | nie rozegrano | nie rozegrano | nie rozegrano | nie rozegrano | nie rozegrano | nie rozegrano | nie rozegrano | nie rozegrano | nie rozegrano | nie rozegrano | nie rozegrano | nie rozegrano | nie rozegrano |               |
| WST Pro Series             | nie rozegrano | nie rozegrano | nie rozegrano | nie rozegrano | nie rozegrano | nie rozegrano | nie rozegrano | nie rozegrano | nie rozegrano | nie rozegrano | nie rozegrano | nie rozegrano | nie rozegrano | nie rozegrano | nie rozegrano | nie rozegrano | nie rozegrano | nie rozegrano | nie rozegrano | nie rozegrano | nie rozegrano | nie rozegrano | nie rozegrano | nie rozegrano | nie rozegrano | nie rozegrano | nie rozegrano | nie rozegrano | nie rozegrano | W             | nie rozegrano | nie rozegrano | nie rozegrano | nie rozegrano | nie rozegrano | nie rozegrano | nie rozegrano | nie rozegrano | nie rozegrano | nie rozegrano | nie rozegrano | nie rozegrano | nie rozegrano | nie rozegrano | nie rozegrano | nie rozegrano | nie rozegrano | nie rozegrano | nie rozegrano | nie rozegrano | nie rozegrano | nie rozegrano | nie rozegrano | nie rozegrano | nie rozegrano | nie rozegrano | nie rozegrano | nie rozegrano | nie rozegrano | nie rozegrano | nie rozegrano | nie rozegrano | nie rozegrano | nie rozegrano | nie rozegrano | nie rozegrano | nie rozegrano | nie rozegrano | nie rozegrano | nie rozegrano |
| Turkish Masters            | nie rozegrano | nie rozegrano | nie rozegrano | nie rozegrano | nie rozegrano | nie rozegrano | nie rozegrano | nie rozegrano | nie rozegrano | nie rozegrano | nie rozegrano | nie rozegrano | nie rozegrano | nie rozegrano | nie rozegrano | nie rozegrano | nie rozegrano | nie rozegrano | nie rozegrano | nie rozegrano | nie rozegrano | nie rozegrano | nie rozegrano | nie rozegrano | nie rozegrano | nie rozegrano | nie rozegrano | nie rozegrano | nie rozegrano | nie rozegrano | 1R            | nie rozegrano | nie rozegrano | nie rozegrano | nie rozegrano |               |               |               |               |               |               |               |               |               |               |               |               |               |               |               |               |               |               |               |               |               |               |               |               |               |               |               |               |               |               |               |               |               |               |               |
| Gibraltar Open             | nie rozegrano | nie rozegrano | nie rozegrano | nie rozegrano | nie rozegrano | nie rozegrano | nie rozegrano | nie rozegrano | nie rozegrano | nie rozegrano | nie rozegrano | nie rozegrano | nie rozegrano | nie rozegrano | nie rozegrano | nie rozegrano | nie rozegrano | nie rozegrano | nie rozegrano | nie rozegrano | nie rozegrano | nie rozegrano | nie rozegrano | nie rozegrano | MR            | QF            | A             | A             | SF            | 2R            | WD            | nie rozegrano | nie rozegrano | nie rozegrano | nie rozegrano |               |               |               |               |               |               |               |               |               |               |               |               |               |               |               |               |               |               |               |               |               |               |               |               |               |               |               |               |               |               |               |               |               |               |               |
| WST Classic                | nie rozegrano | nie rozegrano | nie rozegrano | nie rozegrano | nie rozegrano | nie rozegrano | nie rozegrano | nie rozegrano | nie rozegrano | nie rozegrano | nie rozegrano | nie rozegrano | nie rozegrano | nie rozegrano | nie rozegrano | nie rozegrano | nie rozegrano | nie rozegrano | nie rozegrano | nie rozegrano | nie rozegrano | nie rozegrano | nie rozegrano | nie rozegrano | nie rozegrano | nie rozegrano | nie rozegrano | nie rozegrano | nie rozegrano | nie rozegrano | nie rozegrano | 2R            | nie rozegrano | nie rozegrano | nie rozegrano |               |               |               |               |               |               |               |               |               |               |               |               |               |               |               |               |               |               |               |               |               |               |               |               |               |               |               |               |               |               |               |               |               |               |               |
| European Masters           | 3R            | 1R            | LQ            | 1R            | 1R            | NH            | W             | nie rozegrano | nie rozegrano | SF            | SF            | 1R            | 1R            | 1R            | QF            | 1R            | NR            | nie rozegrano | nie rozegrano | nie rozegrano | nie rozegrano | nie rozegrano | nie rozegrano | nie rozegrano | nie rozegrano | LQ            | QF            | WD            | 1R            | 2R            | WD            | SF            | 2R            | nie rozegrano | nie rozegrano |               |               |               |               |               |               |               |               |               |               |               |               |               |               |               |               |               |               |               |               |               |               |               |               |               |               |               |               |               |               |               |               |               |               |               |

### Byłe turnieje nierankingowe
| Australian Goldfields Open                           | nie rozegrano | nie rozegrano | SF            | A             | nie rozegrano | nie rozegrano | nie rozegrano | nie rozegrano | nie rozegrano | nie rozegrano | nie rozegrano | nie rozegrano | nie rozegrano | nie rozegrano | nie rozegrano | nie rozegrano | nie rozegrano | nie rozegrano | nie rozegrano | nie rozegrano | rankingowy    | rankingowy    | rankingowy    | rankingowy    | rankingowy    | nie rozegrano | nie rozegrano | nie rozegrano | nie rozegrano | nie rozegrano | nie rozegrano | nie rozegrano | nie rozegrano | nie rozegrano | nie rozegrano | nie rozegrano | nie rozegrano | nie rozegrano | nie rozegrano | nie rozegrano | nie rozegrano | nie rozegrano | nie rozegrano | nie rozegrano | nie rozegrano | nie rozegrano | nie rozegrano | nie rozegrano | nie rozegrano | nie rozegrano | nie rozegrano | nie rozegrano | nie rozegrano | nie rozegrano | nie rozegrano | nie rozegrano | nie rozegrano | nie rozegrano | nie rozegrano | nie rozegrano | nie rozegrano | nie rozegrano | nie rozegrano | nie rozegrano | nie rozegrano |               |               |               |               |
| China International                                  | nie rozegrano | nie rozegrano | nie rozegrano | nie rozegrano | nie rozegrano | QF            | rankingowy    | rankingowy    | rankingowy    | rankingowy    | nie rozegrano | nie rozegrano | nie rozegrano | rankingowy    | rankingowy    | rankingowy    | rankingowy    | rankingowy    | rankingowy    | rankingowy    | rankingowy    | rankingowy    | rankingowy    | rankingowy    | rankingowy    | rankingowy    | rankingowy    | rankingowy    | nie rozegrano | nie rozegrano | nie rozegrano | nie rozegrano | nie rozegrano | nie rozegrano | nie rozegrano | nie rozegrano | nie rozegrano | nie rozegrano | nie rozegrano | nie rozegrano | nie rozegrano | nie rozegrano | nie rozegrano | nie rozegrano | nie rozegrano | nie rozegrano | nie rozegrano | nie rozegrano | nie rozegrano | nie rozegrano | nie rozegrano | nie rozegrano | nie rozegrano | nie rozegrano | nie rozegrano | nie rozegrano | nie rozegrano | nie rozegrano |               |               |               |               |               |               |               |               |               |               |               |
| German Masters                                       | nie rozegrano | nie rozegrano | nie rozegrano | rankingowy    | rankingowy    | rankingowy    | F             | nie rozegrano | nie rozegrano | nie rozegrano | nie rozegrano | nie rozegrano | nie rozegrano | nie rozegrano | nie rozegrano | nie rozegrano | nie rozegrano | nie rozegrano | nie rozegrano | rankingowy    | rankingowy    | rankingowy    | rankingowy    | rankingowy    | rankingowy    | rankingowy    | rankingowy    | rankingowy    | rankingowy    | rankingowy    | rankingowy    | rankingowy    | rankingowy    | rankingowy    | rankingowy    | rankingowy    | rankingowy    | rankingowy    | rankingowy    | rankingowy    | rankingowy    | rankingowy    | rankingowy    | rankingowy    | rankingowy    | rankingowy    | rankingowy    | rankingowy    | rankingowy    | rankingowy    | rankingowy    | rankingowy    | rankingowy    | rankingowy    | rankingowy    | rankingowy    | rankingowy    | rankingowy    | rankingowy    |               |               |               |               |               |               |               |               |               |               |
| Millennium Cup                                       | nie rozegrano | nie rozegrano | nie rozegrano | nie rozegrano | nie rozegrano | nie rozegrano | nie rozegrano | SF            | nie rozegrano | nie rozegrano | nie rozegrano | nie rozegrano | nie rozegrano | nie rozegrano | nie rozegrano | nie rozegrano | nie rozegrano | nie rozegrano | nie rozegrano | nie rozegrano | nie rozegrano | nie rozegrano | nie rozegrano | nie rozegrano | nie rozegrano | nie rozegrano | nie rozegrano | nie rozegrano | nie rozegrano | nie rozegrano | nie rozegrano | nie rozegrano | nie rozegrano | nie rozegrano | nie rozegrano | nie rozegrano | nie rozegrano | nie rozegrano | nie rozegrano | nie rozegrano | nie rozegrano | nie rozegrano | nie rozegrano | nie rozegrano | nie rozegrano | nie rozegrano | nie rozegrano | nie rozegrano |               |               |               |               |               |               |               |               |               |               |               |               |               |               |               |               |               |               |               |               |               |
| Pontins Professional                                 | A             | A             | A             | QF            | QF            | W             | SF            | QF            | nie rozegrano | nie rozegrano | nie rozegrano | nie rozegrano | nie rozegrano | nie rozegrano | nie rozegrano | nie rozegrano | nie rozegrano | nie rozegrano | nie rozegrano | nie rozegrano | nie rozegrano | nie rozegrano | nie rozegrano | nie rozegrano | nie rozegrano | nie rozegrano | nie rozegrano | nie rozegrano | nie rozegrano | nie rozegrano | nie rozegrano | nie rozegrano | nie rozegrano | nie rozegrano | nie rozegrano | nie rozegrano | nie rozegrano | nie rozegrano | nie rozegrano | nie rozegrano | nie rozegrano | nie rozegrano | nie rozegrano | nie rozegrano | nie rozegrano | nie rozegrano | nie rozegrano | nie rozegrano |               |               |               |               |               |               |               |               |               |               |               |               |               |               |               |               |               |               |               |               |               |
| Malta Grand Prix                                     | nie rozegrano | nie rozegrano | A             | A             | SF            | QF            | SF            | R             | F             | nie rozegrano | nie rozegrano | nie rozegrano | nie rozegrano | nie rozegrano | nie rozegrano | nie rozegrano | nie rozegrano | nie rozegrano | nie rozegrano | nie rozegrano | nie rozegrano | nie rozegrano | nie rozegrano | nie rozegrano | nie rozegrano | nie rozegrano | nie rozegrano | nie rozegrano | nie rozegrano | nie rozegrano | nie rozegrano | nie rozegrano | nie rozegrano | nie rozegrano | nie rozegrano | nie rozegrano | nie rozegrano | nie rozegrano | nie rozegrano | nie rozegrano | nie rozegrano | nie rozegrano | nie rozegrano | nie rozegrano | nie rozegrano | nie rozegrano | nie rozegrano | nie rozegrano | nie rozegrano |               |               |               |               |               |               |               |               |               |               |               |               |               |               |               |               |               |               |               |               |
| Champions Cup                                        | nie rozegrano | nie rozegrano | A             | A             | A             | QF            | 1R            | F             | F             | F             | nie rozegrano | nie rozegrano | nie rozegrano | nie rozegrano | nie rozegrano | nie rozegrano | nie rozegrano | nie rozegrano | nie rozegrano | nie rozegrano | nie rozegrano | nie rozegrano | nie rozegrano | nie rozegrano | nie rozegrano | nie rozegrano | nie rozegrano | nie rozegrano | nie rozegrano | nie rozegrano | nie rozegrano | nie rozegrano | nie rozegrano | nie rozegrano | nie rozegrano | nie rozegrano | nie rozegrano | nie rozegrano | nie rozegrano | nie rozegrano | nie rozegrano | nie rozegrano | nie rozegrano | nie rozegrano | nie rozegrano | nie rozegrano | nie rozegrano | nie rozegrano | nie rozegrano | nie rozegrano |               |               |               |               |               |               |               |               |               |               |               |               |               |               |               |               |               |               |               |
| Scottish Masters                                     | A             | A             | A             | A             | QF            | A             | QF            | SF            | SF            | SF            | QF            | nie rozegrano | nie rozegrano | nie rozegrano | nie rozegrano | nie rozegrano | nie rozegrano | nie rozegrano | nie rozegrano | nie rozegrano | nie rozegrano | nie rozegrano | nie rozegrano | nie rozegrano | nie rozegrano | nie rozegrano | nie rozegrano | nie rozegrano | nie rozegrano | nie rozegrano | nie rozegrano | nie rozegrano | nie rozegrano | nie rozegrano | nie rozegrano | nie rozegrano | nie rozegrano | nie rozegrano | nie rozegrano | nie rozegrano | nie rozegrano | nie rozegrano | nie rozegrano | nie rozegrano | nie rozegrano | nie rozegrano | nie rozegrano | nie rozegrano | nie rozegrano | nie rozegrano | nie rozegrano |               |               |               |               |               |               |               |               |               |               |               |               |               |               |               |               |               |               |
| World Champions v Asia Stars                         | nie rozegrano | nie rozegrano | nie rozegrano | nie rozegrano | nie rozegrano | nie rozegrano | nie rozegrano | nie rozegrano | nie rozegrano | nie rozegrano | nie rozegrano | nie rozegrano | nie rozegrano | RR            | nie rozegrano | nie rozegrano | nie rozegrano | nie rozegrano | nie rozegrano | nie rozegrano | nie rozegrano | nie rozegrano | nie rozegrano | nie rozegrano | nie rozegrano | nie rozegrano | nie rozegrano | nie rozegrano | nie rozegrano | nie rozegrano | nie rozegrano | nie rozegrano | nie rozegrano | nie rozegrano | nie rozegrano | nie rozegrano | nie rozegrano | nie rozegrano | nie rozegrano | nie rozegrano | nie rozegrano | nie rozegrano | nie rozegrano | nie rozegrano | nie rozegrano | nie rozegrano | nie rozegrano | nie rozegrano | nie rozegrano | nie rozegrano | nie rozegrano | nie rozegrano | nie rozegrano | nie rozegrano |               |               |               |               |               |               |               |               |               |               |               |               |               |               |               |
| Northern Ireland Trophy                              | nie rozegrano | nie rozegrano | nie rozegrano | nie rozegrano | nie rozegrano | nie rozegrano | nie rozegrano | nie rozegrano | nie rozegrano | nie rozegrano | nie rozegrano | nie rozegrano | nie rozegrano | nie rozegrano | 1R            | rankingowy    | rankingowy    | rankingowy    | nie rozegrano | nie rozegrano | nie rozegrano | nie rozegrano | nie rozegrano | nie rozegrano | nie rozegrano | nie rozegrano | nie rozegrano | nie rozegrano | nie rozegrano | nie rozegrano | nie rozegrano | nie rozegrano | nie rozegrano | nie rozegrano | nie rozegrano | nie rozegrano | nie rozegrano | nie rozegrano | nie rozegrano | nie rozegrano | nie rozegrano | nie rozegrano | nie rozegrano | nie rozegrano | nie rozegrano | nie rozegrano | nie rozegrano | nie rozegrano | nie rozegrano | nie rozegrano | nie rozegrano | nie rozegrano | nie rozegrano | nie rozegrano | nie rozegrano | nie rozegrano | nie rozegrano | nie rozegrano |               |               |               |               |               |               |               |               |               |               |               |
| Irish Masters                                        | A             | A             | A             | A             | A             | QF            | 1R            | QF            | SF            | QF            | rankingowy    | rankingowy    | rankingowy    | rankingowy    | NH            | A             | nie rozegrano | nie rozegrano | nie rozegrano | nie rozegrano | nie rozegrano | nie rozegrano | nie rozegrano | nie rozegrano | nie rozegrano | nie rozegrano | nie rozegrano | nie rozegrano | nie rozegrano | nie rozegrano | nie rozegrano | nie rozegrano | nie rozegrano | nie rozegrano | nie rozegrano | nie rozegrano | nie rozegrano | nie rozegrano | nie rozegrano | nie rozegrano | nie rozegrano | nie rozegrano | nie rozegrano | nie rozegrano | nie rozegrano | nie rozegrano | nie rozegrano | nie rozegrano | nie rozegrano | nie rozegrano | nie rozegrano | nie rozegrano | nie rozegrano | nie rozegrano | nie rozegrano | nie rozegrano |               |               |               |               |               |               |               |               |               |               |               |               |               |
| Euro-Asia Masters Challenge                          | nie rozegrano | nie rozegrano | nie rozegrano | nie rozegrano | nie rozegrano | nie rozegrano | nie rozegrano | nie rozegrano | nie rozegrano | nie rozegrano | nie rozegrano | SF            | RR            | nie rozegrano | nie rozegrano | nie rozegrano | A             | nie rozegrano | nie rozegrano | nie rozegrano | nie rozegrano | nie rozegrano | nie rozegrano | nie rozegrano | nie rozegrano | nie rozegrano | nie rozegrano | nie rozegrano | nie rozegrano | nie rozegrano | nie rozegrano | nie rozegrano | nie rozegrano | nie rozegrano | nie rozegrano | nie rozegrano | nie rozegrano | nie rozegrano | nie rozegrano | nie rozegrano | nie rozegrano | nie rozegrano | nie rozegrano | nie rozegrano | nie rozegrano | nie rozegrano | nie rozegrano | nie rozegrano | nie rozegrano | nie rozegrano | nie rozegrano | nie rozegrano | nie rozegrano | nie rozegrano | nie rozegrano | nie rozegrano | nie rozegrano |               |               |               |               |               |               |               |               |               |               |               |               |
| Pot Black                                            | A             | A             | nie rozegrano | nie rozegrano | nie rozegrano | nie rozegrano | nie rozegrano | nie rozegrano | nie rozegrano | nie rozegrano | nie rozegrano | nie rozegrano | nie rozegrano | nie rozegrano | A             | W             | QF            | nie rozegrano | nie rozegrano | nie rozegrano | nie rozegrano | nie rozegrano | nie rozegrano | nie rozegrano | nie rozegrano | nie rozegrano | nie rozegrano | nie rozegrano | nie rozegrano | nie rozegrano | nie rozegrano | nie rozegrano | nie rozegrano | nie rozegrano | nie rozegrano | nie rozegrano | nie rozegrano | nie rozegrano | nie rozegrano | nie rozegrano | nie rozegrano | nie rozegrano | nie rozegrano | nie rozegrano | nie rozegrano | nie rozegrano | nie rozegrano | nie rozegrano | nie rozegrano | nie rozegrano | nie rozegrano | nie rozegrano | nie rozegrano | nie rozegrano | nie rozegrano | nie rozegrano | nie rozegrano |               |               |               |               |               |               |               |               |               |               |               |               |
| Malta Cup                                            | rankingowy    | rankingowy    | rankingowy    | rankingowy    | rankingowy    | nie rozegrano | nie rozegrano | nie rozegrano | nie rozegrano | rankingowy    | rankingowy    | rankingowy    | rankingowy    | rankingowy    | rankingowy    | rankingowy    | RR            | nie rozegrano | nie rozegrano | nie rozegrano | nie rozegrano | nie rozegrano | nie rozegrano | nie rozegrano | nie rozegrano | rankingowy    | rankingowy    | rankingowy    | rankingowy    | rankingowy    | rankingowy    | rankingowy    | rankingowy    | rankingowy    | rankingowy    | rankingowy    | rankingowy    | rankingowy    | rankingowy    | rankingowy    | rankingowy    | rankingowy    | rankingowy    | rankingowy    | rankingowy    | rankingowy    | rankingowy    | rankingowy    | rankingowy    | rankingowy    | rankingowy    | rankingowy    | rankingowy    | rankingowy    | rankingowy    | rankingowy    | rankingowy    | rankingowy    | rankingowy    | rankingowy    | rankingowy    | rankingowy    | rankingowy    | rankingowy    | rankingowy    |               |               |               |               |
| Masters Snooker Qualifying Event                     | MR            | 1R            | W             | 3R            | A             | A             | A             | A             | A             | A             | A             | A             | A             | NH            | A             | A             | A             | 2R            | A             | A             | nie rozegrano | nie rozegrano | nie rozegrano | nie rozegrano | nie rozegrano | nie rozegrano | nie rozegrano | nie rozegrano | nie rozegrano | nie rozegrano | nie rozegrano | nie rozegrano | nie rozegrano | nie rozegrano | nie rozegrano | nie rozegrano | nie rozegrano | nie rozegrano | nie rozegrano | nie rozegrano | nie rozegrano | nie rozegrano | nie rozegrano | nie rozegrano | nie rozegrano | nie rozegrano | nie rozegrano | nie rozegrano | nie rozegrano | nie rozegrano | nie rozegrano | nie rozegrano | nie rozegrano | nie rozegrano | nie rozegrano | nie rozegrano | nie rozegrano | nie rozegrano | nie rozegrano | nie rozegrano |               |               |               |               |               |               |               |               |               |
| Power Snooker                                        | nie rozegrano | nie rozegrano | nie rozegrano | nie rozegrano | nie rozegrano | nie rozegrano | nie rozegrano | nie rozegrano | nie rozegrano | nie rozegrano | nie rozegrano | nie rozegrano | nie rozegrano | nie rozegrano | nie rozegrano | nie rozegrano | nie rozegrano | nie rozegrano | nie rozegrano | A             | 1R            | nie rozegrano | nie rozegrano | nie rozegrano | nie rozegrano | nie rozegrano | nie rozegrano | nie rozegrano | nie rozegrano | nie rozegrano | nie rozegrano | nie rozegrano | nie rozegrano | nie rozegrano | nie rozegrano | nie rozegrano | nie rozegrano | nie rozegrano | nie rozegrano | nie rozegrano | nie rozegrano | nie rozegrano | nie rozegrano | nie rozegrano | nie rozegrano | nie rozegrano | nie rozegrano | nie rozegrano | nie rozegrano | nie rozegrano | nie rozegrano | nie rozegrano | nie rozegrano | nie rozegrano | nie rozegrano | nie rozegrano | nie rozegrano | nie rozegrano | nie rozegrano | nie rozegrano | nie rozegrano |               |               |               |               |               |               |               |               |
| Premier League                                       | A             | A             | A             | A             | A             | RR            | SF            | F             | RR            | SF            | F             | SF            | SF            | F             | A             | A             | A             | A             | A             | RR            | SF            | A             | nie rozegrano | nie rozegrano | nie rozegrano | nie rozegrano | nie rozegrano | nie rozegrano | nie rozegrano | nie rozegrano | nie rozegrano | nie rozegrano | nie rozegrano | nie rozegrano | nie rozegrano | nie rozegrano | nie rozegrano | nie rozegrano | nie rozegrano | nie rozegrano | nie rozegrano | nie rozegrano | nie rozegrano | nie rozegrano | nie rozegrano | nie rozegrano | nie rozegrano | nie rozegrano | nie rozegrano | nie rozegrano | nie rozegrano | nie rozegrano | nie rozegrano | nie rozegrano | nie rozegrano | nie rozegrano | nie rozegrano | nie rozegrano | nie rozegrano | nie rozegrano | nie rozegrano | nie rozegrano |               |               |               |               |               |               |               |
| World Grand Prix                                     | nie rozegrano | nie rozegrano | nie rozegrano | nie rozegrano | nie rozegrano | nie rozegrano | nie rozegrano | nie rozegrano | nie rozegrano | nie rozegrano | nie rozegrano | nie rozegrano | nie rozegrano | nie rozegrano | nie rozegrano | nie rozegrano | nie rozegrano | nie rozegrano | nie rozegrano | nie rozegrano | nie rozegrano | nie rozegrano | nie rozegrano | QF            | rankingowy    | rankingowy    | rankingowy    | rankingowy    | rankingowy    | rankingowy    | rankingowy    | rankingowy    | rankingowy    | rankingowy    | rankingowy    | rankingowy    | rankingowy    | rankingowy    | rankingowy    | rankingowy    | rankingowy    | rankingowy    | rankingowy    | rankingowy    | rankingowy    | rankingowy    | rankingowy    | rankingowy    | rankingowy    | rankingowy    | rankingowy    | rankingowy    | rankingowy    | rankingowy    | rankingowy    | rankingowy    | rankingowy    | rankingowy    | rankingowy    | rankingowy    | rankingowy    | rankingowy    | rankingowy    | rankingowy    |               |               |               |               |               |
| General Cup                                          | nie rozegrano | nie rozegrano | nie rozegrano | nie rozegrano | nie rozegrano | nie rozegrano | nie rozegrano | nie rozegrano | nie rozegrano | nie rozegrano | nie rozegrano | nie rozegrano | nie rozegrano | A             | nie rozegrano | nie rozegrano | nie rozegrano | nie rozegrano | A             | NH            | A             | A             | A             | A             | F             | nie rozegrano | nie rozegrano | nie rozegrano | nie rozegrano | nie rozegrano | nie rozegrano | nie rozegrano | nie rozegrano | nie rozegrano | nie rozegrano | nie rozegrano | nie rozegrano | nie rozegrano | nie rozegrano | nie rozegrano | nie rozegrano | nie rozegrano | nie rozegrano | nie rozegrano | nie rozegrano | nie rozegrano | nie rozegrano | nie rozegrano | nie rozegrano | nie rozegrano | nie rozegrano | nie rozegrano | nie rozegrano | nie rozegrano | nie rozegrano | nie rozegrano | nie rozegrano | nie rozegrano | nie rozegrano | nie rozegrano | nie rozegrano | nie rozegrano | nie rozegrano | nie rozegrano | nie rozegrano |               |               |               |               |
| Shoot Out                                            | nie rozegrano | nie rozegrano | nie rozegrano | nie rozegrano | nie rozegrano | nie rozegrano | nie rozegrano | nie rozegrano | nie rozegrano | nie rozegrano | nie rozegrano | nie rozegrano | nie rozegrano | nie rozegrano | nie rozegrano | nie rozegrano | nie rozegrano | nie rozegrano | nie rozegrano | 1R            | 2R            | QF            | 1R            | 3R            | SF            | rankingowy    | rankingowy    | rankingowy    | rankingowy    | rankingowy    | rankingowy    | rankingowy    | rankingowy    | rankingowy    | rankingowy    | rankingowy    | rankingowy    | rankingowy    | rankingowy    | rankingowy    | rankingowy    | rankingowy    | rankingowy    | rankingowy    | rankingowy    | rankingowy    | rankingowy    | rankingowy    | rankingowy    | rankingowy    | rankingowy    | rankingowy    | rankingowy    | rankingowy    | rankingowy    | rankingowy    | rankingowy    | rankingowy    | rankingowy    | rankingowy    | rankingowy    | rankingowy    | rankingowy    | rankingowy    | rankingowy    |               |               |               |               |
| China Championship                                   | nie rozegrano | nie rozegrano | nie rozegrano | nie rozegrano | nie rozegrano | nie rozegrano | nie rozegrano | nie rozegrano | nie rozegrano | nie rozegrano | nie rozegrano | nie rozegrano | nie rozegrano | nie rozegrano | nie rozegrano | nie rozegrano | nie rozegrano | nie rozegrano | nie rozegrano | nie rozegrano | nie rozegrano | nie rozegrano | nie rozegrano | nie rozegrano | nie rozegrano | 1R            | rankingowy    | rankingowy    | rankingowy    | nie rozegrano | nie rozegrano | nie rozegrano | nie rozegrano | nie rozegrano | nie rozegrano | nie rozegrano | nie rozegrano | nie rozegrano | nie rozegrano | nie rozegrano | nie rozegrano | nie rozegrano | nie rozegrano | nie rozegrano | nie rozegrano | nie rozegrano | nie rozegrano | nie rozegrano | nie rozegrano | nie rozegrano | nie rozegrano | nie rozegrano | nie rozegrano | nie rozegrano | nie rozegrano | nie rozegrano | nie rozegrano | nie rozegrano | nie rozegrano | nie rozegrano | nie rozegrano | nie rozegrano | nie rozegrano | nie rozegrano | nie rozegrano | nie rozegrano | nie rozegrano | nie rozegrano | nie rozegrano |
| Romanian Masters                                     | nie rozegrano | nie rozegrano | nie rozegrano | nie rozegrano | nie rozegrano | nie rozegrano | nie rozegrano | nie rozegrano | nie rozegrano | nie rozegrano | nie rozegrano | nie rozegrano | nie rozegrano | nie rozegrano | nie rozegrano | nie rozegrano | nie rozegrano | nie rozegrano | nie rozegrano | nie rozegrano | nie rozegrano | nie rozegrano | nie rozegrano | nie rozegrano | nie rozegrano | nie rozegrano | 1R            | nie rozegrano | nie rozegrano | nie rozegrano | nie rozegrano | nie rozegrano | nie rozegrano | nie rozegrano | nie rozegrano | nie rozegrano | nie rozegrano | nie rozegrano | nie rozegrano | nie rozegrano | nie rozegrano | nie rozegrano | nie rozegrano | nie rozegrano | nie rozegrano | nie rozegrano | nie rozegrano | nie rozegrano | nie rozegrano | nie rozegrano | nie rozegrano | nie rozegrano | nie rozegrano | nie rozegrano | nie rozegrano | nie rozegrano | nie rozegrano | nie rozegrano | nie rozegrano | nie rozegrano | nie rozegrano | nie rozegrano | nie rozegrano | nie rozegrano | nie rozegrano | nie rozegrano | nie rozegrano |               |               |
| Macau Masters                                        | nie rozegrano | nie rozegrano | nie rozegrano | nie rozegrano | nie rozegrano | nie rozegrano | nie rozegrano | nie rozegrano | nie rozegrano | nie rozegrano | nie rozegrano | nie rozegrano | nie rozegrano | nie rozegrano | nie rozegrano | nie rozegrano | nie rozegrano | nie rozegrano | nie rozegrano | nie rozegrano | nie rozegrano | nie rozegrano | nie rozegrano | nie rozegrano | nie rozegrano | nie rozegrano | nie rozegrano | F             | nie rozegrano | nie rozegrano | nie rozegrano | nie rozegrano | nie rozegrano | nie rozegrano | nie rozegrano | nie rozegrano | nie rozegrano | nie rozegrano | nie rozegrano | nie rozegrano | nie rozegrano | nie rozegrano | nie rozegrano | nie rozegrano | nie rozegrano | nie rozegrano | nie rozegrano | nie rozegrano | nie rozegrano | nie rozegrano | nie rozegrano | nie rozegrano | nie rozegrano | nie rozegrano | nie rozegrano | nie rozegrano | nie rozegrano | nie rozegrano | nie rozegrano | nie rozegrano | nie rozegrano | nie rozegrano | nie rozegrano | nie rozegrano | nie rozegrano | nie rozegrano | nie rozegrano | nie rozegrano |               |
| Hong Kong Masters                                    | nie rozegrano | nie rozegrano | nie rozegrano | nie rozegrano | nie rozegrano | nie rozegrano | nie rozegrano | nie rozegrano | nie rozegrano | nie rozegrano | nie rozegrano | nie rozegrano | nie rozegrano | nie rozegrano | nie rozegrano | nie rozegrano | nie rozegrano | nie rozegrano | nie rozegrano | nie rozegrano | nie rozegrano | nie rozegrano | nie rozegrano | nie rozegrano | nie rozegrano | nie rozegrano | A             | nie rozegrano | nie rozegrano | nie rozegrano | nie rozegrano | QF            | nie rozegrano | nie rozegrano | nie rozegrano |               |               |               |               |               |               |               |               |               |               |               |               |               |               |               |               |               |               |               |               |               |               |               |               |               |               |               |               |               |               |               |               |               |               |
| Mistrzostwa Świata w Snookerze na Sześciu Czerwonych | nie rozegrano | nie rozegrano | nie rozegrano | nie rozegrano | nie rozegrano | nie rozegrano | nie rozegrano | nie rozegrano | nie rozegrano | nie rozegrano | nie rozegrano | nie rozegrano | nie rozegrano | nie rozegrano | nie rozegrano | nie rozegrano | nie rozegrano | A             | SF            | 2R            | NH            | 2R            | QF            | QF            | 2R            | 2R            | W             | 2R            | SF            | nie rozegrano | nie rozegrano | 2R            | nie rozegrano | nie rozegrano |               |               |               |               |               |               |               |               |               |               |               |               |               |               |               |               |               |               |               |               |               |               |               |               |               |               |               |               |               |               |               |               |               |               |               |

| Legenda tabeli wyników              | Legenda tabeli wyników       | Legenda tabeli wyników                     | Legenda tabeli wyników                                                              | Legenda tabeli wyników                     | Legenda tabeli wyników                     |
| ----------------------------------- | ---------------------------- | ------------------------------------------ | ----------------------------------------------------------------------------------- | ------------------------------------------ | ------------------------------------------ |
| LQ                                  | odpadnięcie w kwalifikacjach | #R                                         | odpadnięcie we wczesnej fazie turnieju (WR = runda dzikich kart, RR = faza grupowa) | QF                                         | przegrana w ćwierćfinale                   |
| SF                                  | przegrana w półfinale        | F                                          | przegrana w finale                                                                  | W                                          | zwycięstwo                                 |
| DNQ                                 | nie zakwalifikował/a się     | A                                          | nie brał/a udziału                                                                  | WD                                         | zrezygnował/a w trakcie turnieju           |
| Legenda oznaczeń w tabelach wyników |                              |                                            |                                                                                     |                                            |                                            |
| NH / Nie roz.                       | NH / Nie roz.                | Turniej nie odbył się.                     | Turniej nie odbył się.                                                              | Turniej nie odbył się.                     | Turniej nie odbył się.                     |
| NR / Nie-rank.                      | NR / Nie-rank.               | Turniej nie był zaliczany jako rankingowy. | Turniej nie był zaliczany jako rankingowy.                                          | Turniej nie był zaliczany jako rankingowy. | Turniej nie był zaliczany jako rankingowy. |
| R / Rank.                           | R / Rank.                    | Turniej był zaliczany jako rankingowy.     | Turniej był zaliczany jako rankingowy.                                              | Turniej był zaliczany jako rankingowy.     | Turniej był zaliczany jako rankingowy.     |
| MR / Minor-Rank.                    | MR / Minor-Rank.             | Turniej był zaliczany jako minor ranking.  | Turniej był zaliczany jako minor ranking.                                           | Turniej był zaliczany jako minor ranking.  | Turniej był zaliczany jako minor ranking.  |

1. ↑  Od sezonu 2010/11 pokazuje ranking na początku sezonu
2. ↑  Nowi gracze nie mają rankingu

## Finały w karierze

### Finały rankingowe: 43 (26-17)
| Legenda                  |
| ------------------------ |
| Mistrzostwa Świata (3–2) |
| UK Championship (2–2)    |
| Inne (21–13)             |

| Rezultat  |     | Rok  | Turniej                          | Przeciwnik        | Wynik       | Przypisy |
| --------- | --- | ---- | -------------------------------- | ----------------- | ----------- | -------- |
| Zwycięzca | 1.  | 1996 | Welsh Open                       | John Parrott      | 9–3         | [ 9 ]    |
| Zwycięzca | 2.  | 1996 | Grand Prix                       | Euan Henderson    | 9–5         | [ 10 ]   |
| Zwycięzca | 3.  | 1997 | British Open                     | Stephen Hendry    | 9–2         | [ 11 ]   |
| Zwycięzca | 4.  | 1998 | Irish Open                       | Alan McManus      | 9–4         | [ 12 ]   |
| Zwycięzca | 5.  | 1999 | Welsh Open (2)                   | Stephen Hendry    | 9–8         | [ 9 ]    |
| Zwycięzca | 6.  | 1999 | Thailand Masters                 | Alan McManus      | 9–7         | [ 13 ]   |
| Finalista | 1.  | 1999 | Mistrzostwa świata               | Stephen Hendry    | 11–18       | [ 14 ]   |
| Finalista | 2.  | 1999 | Grand Prix                       | John Higgins      | 8–9         | [ 10 ]   |
| Zwycięzca | 7.  | 1999 | UK Championship                  | Matthew Stevens   | 10–8        | [ 15 ]   |
| Finalista | 3.  | 2000 | Malta Grand Prix                 | Ken Doherty       | 3–9         | [ 16 ]   |
| Zwycięzca | 8.  | 2000 | Thailand Masters (2)             | Stephen Hendry    | 9–5         | [ 13 ]   |
| Finalista | 4.  | 2000 | Scottish Open                    | Ronnie O’Sullivan | 1–9         | [ 17 ]   |
| Zwycięzca | 9.  | 2000 | Mistrzostwa świata               | Matthew Stevens   | 18–16       | [ 14 ]   |
| Zwycięzca | 10. | 2000 | Grand Prix (2)                   | Ronnie O’Sullivan | 9–5         | [ 10 ]   |
| Finalista | 5.  | 2000 | UK Championship                  | John Higgins      | 4–10        | [ 15 ]   |
| Finalista | 6.  | 2000 | China Open                       | Ronnie O’Sullivan | 3–9         | [ 18 ]   |
| Zwycięzca | 11. | 2002 | China Open                       | Anthony Hamilton  | 9–8         | [ 18 ]   |
| Zwycięzca | 12. | 2002 | Thailand Masters (3)             | Stephen Lee       | 9–4         | [ 13 ]   |
| Zwycięzca | 13. | 2002 | UK Championship (2)              | Ken Doherty       | 10–9        | [ 15 ]   |
| Finalista | 7.  | 2003 | Welsh Open                       | Stephen Hendry    | 5–9         | [ 9 ]    |
| Zwycięzca | 14. | 2003 | Mistrzostwa świata (2)           | Ken Doherty       | 18–16       | [ 14 ]   |
| Zwycięzca | 15. | 2003 | LG Cup (3)                       | John Higgins      | 9–5         | [ 10 ]   |
| Zwycięzca | 16. | 2006 | China Open (2)                   | John Higgins      | 9–8         | [ 18 ]   |
| Zwycięzca | 17. | 2010 | China Open (3)                   | Ding Junhui       | 10–6        | [ 18 ]   |
| Finalista | 8.  | 2010 | UK Championship (2)              | John Higgins      | 9–10        | [ 15 ]   |
| Zwycięzca | 18. | 2011 | German Masters                   | Mark Selby        | 9–7         | [ 12 ]   |
| Finalista | 9.  | 2011 | Australian Goldfields Open       | Stuart Bingham    | 8–9         | [ 19 ]   |
| Finalista | 10. | 2011 | Shanghai Masters                 | Mark Selby        | 9–10        | [ 18 ]   |
| Finalista | 11. | 2015 | Players Tour Championship Finals | Joe Perry         | 3–4         | [ 20 ]   |
| Finalista | 12. | 2017 | China Open                       | Mark Selby        | 8–10        | [ 21 ]   |
| Zwycięzca | 19. | 2017 | Northern Ireland Open            | Yan Bingtao       | 9–8         | [ 22 ]   |
| Zwycięzca | 20. | 2018 | German Masters (2)               | Graeme Dott       | 9–1         | [ 23 ]   |
| Zwycięzca | 21. | 2018 | Mistrzostwa świata (3)           | John Higgins      | 18–16       | [ 24 ]   |
| Zwycięzca | 22. | 2018 | World Open                       | David Gilbert     | 10–9        | [ 25 ]   |
| Finalista | 13. | 2019 | China Championship               | Shaun Murphy      | 9–10        | [ 26 ]   |
| Zwycięzca | 23. | 2021 | WST Pro Series                   | Ali Carter        | Round-Robin | [ 27 ]   |
| Zwycięzca | 24. | 2021 | British Open (2)                 | Gary Wilson       | 6–4         | [ 28 ]   |
| Finalista | 14. | 2022 | Snooker Shoot Out                | Hossein Vafaei    | 0–1         | [ 29 ]   |
| Finalista | 15. | 2023 | Championship League              | Shaun Murphy      | 0–3         | [ 30 ]   |
| Zwycięzca | 25. | 2023 | British Open (3)                 | Mark Selby        | 10–7        | [ 31 ]   |
| Zwycięzca | 26. | 2024 | Tour Championship                | Ronnie O’Sullivan | 10–5        | [ 32 ]   |
| Finalista | 16. | 2024 | Saudi Arabia Snooker Masters     | Judd Trump        | 9–10        | [ 33 ]   |
| Finalista | 17. | 2025 | Mistrzostwa świata               | Zhao Xintong      | 12–18       | [ 34 ]   |

### Finały rangi niższej: 3 (2 tytuły)
| Rezultat   |    | Rok  | Turniej                              | Przeciwnik      | Wynik | Przypisy |
| ---------- | -- | ---- | ------------------------------------ | --------------- | ----- | -------- |
| Zwycięzca  | 1. | 2010 | Mistrzostwa Players Tour – Turniej 1 | Stephen Maguire | 4–0   | [ 35 ]   |
| Zwycięzca  | 2. | 2013 | Otwarte w Rotterdamie                | Mark Selby      | 4–3   | [ 36 ]   |
| Wicemistrz | 1. | 2015 | Gdynia Open                          | Neil Robertson  | 0–4   | [ 37 ]   |

### Finały nierankingowe: 25 (10-15)
| Legenda              |
| -------------------- |
| Masters (2–2)        |
| Premier League (0–3) |
| Inne (7–10)          |

| Rezultat  |     | Rok  | Turniej                          | Przeciwnik         | Wynik | Przypisy |
| --------- | --- | ---- | -------------------------------- | ------------------ | ----- | -------- |
| Zwycięzca | 1.  | 1994 | Benson & Hedges Championship     | Rod Lawler         | 9–5   | [ 38 ]   |
| Finalista | 1.  | 1995 | WPBSA Minor Tour – Event 6       | Drew Henry         | 5–6   |          |
| Zwycięzca | 2.  | 1998 | The Masters                      | Stephen Hendry     | 10–9  | [ 39 ]   |
| Zwycięzca | 3.  | 1998 | Pontins Professional             | Martin Clark       | 9–6   | [ 40 ]   |
| Finalista | 2.  | 1998 | German Masters                   | John Parrott       | 4–6   | [ 12 ]   |
| Finalista | 3.  | 1999 | Champions Cup                    | Stephen Hendry     | 5–7   | [ 41 ]   |
| Finalista | 4.  | 2000 | Premier League                   | Stephen Hendry     | 5–9   | [ 42 ]   |
| Finalista | 5.  | 2000 | Champions Cup (2)                | Ronnie O’Sullivan  | 5–7   | [ 41 ]   |
| Finalista | 6.  | 2001 | Malta Grand Prix                 | Stephen Hendry     | 1–7   | [ 16 ]   |
| Finalista | 7.  | 2001 | Champions Cup (3)                | John Higgins       | 4–7   | [ 41 ]   |
| Finalista | 8.  | 2002 | The Masters                      | Paul Hunter        | 9–10  | [ 39 ]   |
| Zwycięzca | 4.  | 2003 | The Masters (2)                  | Stephen Hendry     | 10–4  | [ 39 ]   |
| Finalista | 9.  | 2003 | Premier League (2)               | Marco Fu           | 5–9   | [ 42 ]   |
| Finalista | 10. | 2005 | Premier League (3)               | Ronnie O’Sullivan  | 0–6   | [ 42 ]   |
| Zwycięzca | 5.  | 2006 | Pot Black                        | John Higgins       | 1–0   | [ 43 ]   |
| Finalista | 11. | 2009 | Six-red World Championship       | Mark Davis         | 3–6   |          |
| Zwycięzca | 6.  | 2010 | Finnish Challenge                | Robin Hull         | 6–1   | [ 44 ]   |
| Zwycięzca | 7.  | 2015 | World Seniors Championship       | Fergal O'Brien     | 2–1   | [ 45 ]   |
| Finalista | 12. | 2015 | General Cup                      | Marco Fu           | 3–7   |          |
| Zwycięzca | 8.  | 2017 | Six-red World Championship       | Thepchaiya Un-Nooh | 8–2   |          |
| Finalista | 13. | 2018 | Six-red Macau Masters            | Barry Hawkins      | 2–3   |          |
| Finalista | 14. | 2021 | Championship League Invitational | Kyren Wilson       | 2–3   | [ 46 ]   |
| Finalista | 15. | 2023 | The Masters (2)                  | Judd Trump         | 8–10  |          |
| Zwycięzca | 9.  | 2023 | Macau Masters – Event 2          | Jack Lisowski      | 9–6   | [ 47 ]   |
| Zwycięzca | 10. | 2024 | Champion of Champions 2024       | Xiao Guodong       | 10–6  | [ 48 ]   |

### Finały Pro-am: 7 (4-3)
| Rezultat  |    | Rok  | Turniej                           | Przeciwnik    | Wynik | Przypisy |
| --------- | -- | ---- | --------------------------------- | ------------- | ----- | -------- |
| Zwycięzca | 1. | 1995 | Pontins Spring Open               | Peter Ebdon   | 7–4   | [ 49 ]   |
| Zwycięzca | 2. | 2003 | TCC Open Snooker Championship     | Darren Morgan | 6–1   | [ 50 ]   |
| Zwycięzca | 3. | 2004 | TCC Open Snooker Championship (2) | Darren Morgan | 7–6   | [ 50 ]   |
| Finalista | 1. | 2006 | TCC Open Snooker Championship     | Paul Davies   | 4–7   | [ 50 ]   |
| Finalista | 2. | 2008 | TCC Open Snooker Championship (2) | Lee Walker    | 5–7   | [ 50 ]   |
| Finalista | 3. | 2009 | TCC Open Snooker Championship (3) | Darren Morgan | 4–7   | [ 51 ]   |
| Zwycięzca | 4. | 2012 | Austrian Open                     | Matthew Couch | 6–5   | [ 52 ]   |

### Finały drużynowe: 4 (2 tytuły)
| Rezultat   |    | Rok  | Turniej               | Zespół                        | Przeciwnik                                       | Wynik | Przypisy |
| ---------- | -- | ---- | --------------------- | ----------------------------- | ------------------------------------------------ | ----- | -------- |
| Zwycięzca  | 1. | 1999 | Nations Cup           | Walia                         | Szkocja                                          | 6–4   | [ 53 ]   |
| Wicemistrz | 1. | 2000 | Nations Cup           | Walia                         | Anglia                                           | 4–6   | [ 53 ]   |
| Zwycięzca  | 2. | 2017 | CVB Snooker Challenge | Wielka Brytania               | Chiny                                            | 26–9  |          |
| Wicemistrz | 2. | 2018 | Macau Masters         | Joe Perry Marco Fu Zhang Anda | Barry Hawkins Ryan Day Zhao Xintong Zhou Yuelong | 1–5   |          |

### Finały amatorskie: 1
| Rezultat   |    | Rok  | Turniej                       | Przeciwnik   | Wynik | Przypisy |
| ---------- | -- | ---- | ----------------------------- | ------------ | ----- | -------- |
| Wicemistrz | 1. | 1991 | Mita/Sky World Masters – U-16 | John Higgins | 1–6   |          |